# Nunbarsegunu
Nella mitologia sumera, accadica e babilonese, Nunbarsegunu è una oscura dea madre e dea. Menzionata nei testi della creazione come «la vecchia moglie di Nippur», è identifica come madre di Ninlil, la dea dell'aria. Nunbarsegunu istruisce sua figlia nell'arte di ottenere le attenzioni di Enlil. 